# Franekeradeel
Franekeradeel (phát âmⓘ) là một độ thị ở tỉnh Friesland, Hà Lan. Đô thị này được lập năm 1984 thông qua việc sáp nhập đô thị Franekeradeel trước với thành phố Franeker và một số khu vực của đô thị Barradeel.

## Các trung tâm dân cư
Achlum, Boer, Dongjum, Firdgum, Franeker, Herbaijum, Hitzum, Klooster-Lidlum, Oosterbierum, Peins, Pietersbierum, Ried, Schalsum, Sexbierum, Tzum, Tzummarum, Zweins.